# あいりん地区
あいりん地区（あいりんちく）は、大阪市西成区の北部、西日本旅客鉄道（JR西日本）・南海電気鉄道（南海電鉄）新今宮駅の南側に位置する寄せ場、および簡易宿所が集中する地区（ドヤ街）の通称である。旧来からの地名で釜ヶ崎とも呼ばれる。
1950年～1970年代まで続いた高度経済成長期に全国からやってきた若い労働者が住む街だったが、1986年から1991年まで続いたバブル景気の終焉後は、暴動、不法露店、不法投棄など問題山積の地区となった。橋下徹大阪市長（当時）が西成区の治安や環境を改善するために行った西成特区構想以降は改善がみられる。異質な位置づけの町である事に変わりはないが、現在はSNSの普及によって、その存在は全国区となり、鉄道アクセスが充実しているエリアであることに加えて、宿泊料金の安さから、外国人バックパッカーの宿泊地としても人気を集めている他、2031年の鉄道新線開通に伴って生活基盤整備が進んでおり、子育て世帯の移住が増えている。
※本項では、同地区の現状について記述する。同地区を含む釜ヶ崎の歴史については釜ヶ崎を参照。

## 概要
西成区萩之茶屋・太子などに該当する。
あいりん地区という名称は、1966年5月に国や自治体などの行政機関と報道機関が使用の取り決めを行った名称である。よって地元に古くから住む人たちなどは、この名称をあまり使いたがらない。
あいりん地区には路上生活者が多く居住している（大阪市内の路上生活者は、2021年1月時点で確認されただけでも943人）。この地域は住所不定の日雇労働者が多いため、人口統計は国勢調査でも明確に把握できていない可能性がある。
NPO団体や宗教団体などが炊き出しなどを頻繁に行っており、実施の際は公園に人が列を作って並ぶことがある。また、この地域の物価（料金体系）は隣接している他地区と比べ、総じて低いのが特徴。
地域の歴史を伝えるため、街巡りガイドをしている水野阿修羅も「かつてはたびたび暴動や泥酔者を狙った路上強盗があり治安が悪かったが、橋下徹（元）市長による西成特区構想で改革されて以降はほとんどなくなり、住みやすいと言えば住みやすくなった」旨を評価している。
元日雇い労働者の多くが高齢化し住民の40%が高齢者であり、かつての労働者の街から福祉の街へと姿を変えている。

## 学校

### 保育園
- わかくさ保育園 - 萩之茶屋二丁目

### 小学校
- 大阪市立新今宮小学校 - 花園北一丁目

### 中学校
- 大阪市立今宮中学校 - 花園北一丁目

### 大学
- 米国ユニオン神学大学日本連絡所 - 萩之茶屋三丁目

## 主な施設
- 西成警察署 - 萩之茶屋二丁目
- 西成消防署海道出張所 - 萩之茶屋三丁目

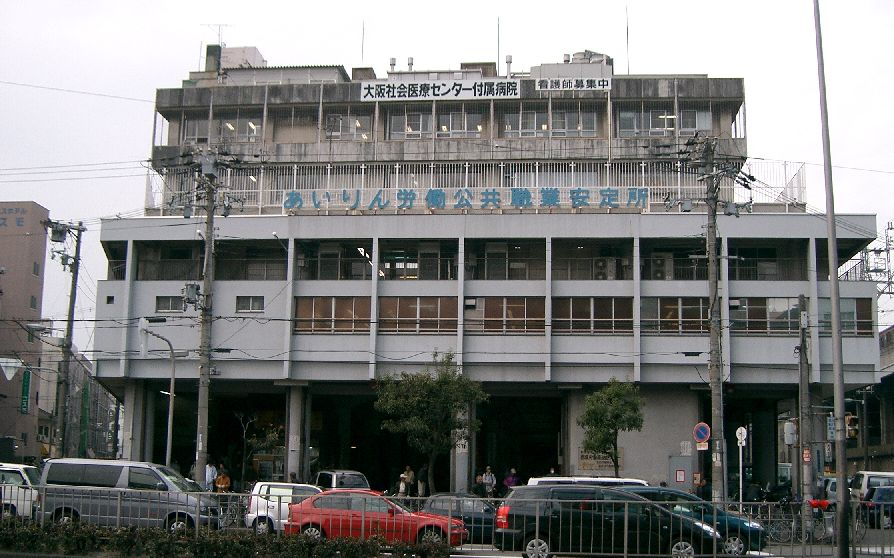
あいりん労働公共職業安定所、大阪社会医療センター付属病院

- あいりん労働福祉センター - 萩之茶屋一丁目
- あいりん労働公共職業安定所 - 萩之茶屋一丁目
- 大阪社会医療センター付属病院 - 萩之茶屋一丁目
- 西成市民館 - 萩之茶屋二丁目
- 太子会館・老人憩の家 - 太子一丁目
- 愛隣会館 - 太子一丁目

## 主な団体
下記に、ホームレスおよび生活困窮者を対象としたボランティア活動や、その他の活動を行っている団体を挙げる。
- NPO 釜ヶ崎支援機構 - 萩之茶屋一丁目
- 社会福祉法人聖フランシスコ会ふるさとの家 - 萩之茶屋三丁目
- 釜ヶ崎キリスト教協友会 - 萩之茶屋二丁目
- カトリック大阪大司教区 こどもの里 - 萩之茶屋二丁目
- 社会福祉法人釜ヶ崎ストロームの家のぞみ作業所 - 萩之茶屋二丁目
- 釜ヶ崎地域合同労組 - 萩之茶屋二丁目
- 21世紀イエスキリスト釜ヶ崎福音教会 - 萩之茶屋三丁目
- 救世軍西成小隊 - 天下茶屋一丁目
- 釜ヶ崎炊き出しの会 - 萩之茶屋二丁目
- 釜ヶ崎勝ちとる会 - 天下茶屋北二丁目
- NPO 釜ヶ崎のまち再生フォーラム - 太子二丁目
- NPO法人こえとことばとこころの部屋ココルーム ‐ 太子二丁目
- 釜ヶ崎講座
- 大阪救霊会館 - 太子一丁目

## 地域をめぐる問題

### 住民登録問題
あいりん地区にある釜ヶ崎解放会館などに住民登録をしていた労働者の相当数が、実際には登録場所に居住の実態が無い状態であることが発覚したため、2007年以降に大阪市が実態調査をすすめており「居住実態のない住民登録」を順次抹消している。これに対し労働者や支持者は、選挙権など公民権が剥奪されるため反対運動を続けている。
これまでに市は市内全域で調査を進めており、同年3月下旬からこれまでに約3,290人の住民登録が抹消された。あいりん地区がある西成区の場合、西成区役所が8月2日から10月16日までに調査を実施。同一住所・同一建物で10人以上が住民登録している簡易宿泊所など151施設を抽出し1部屋に数人が登録されているなど不自然な点があった117施設には実際に職員が出向いて実態調査を行い、4,591人分の居住実態を聞き取った。住民登録されていた人のうち817人は実際に居住、66人は死亡、413人は調査日までに住所変更を届け出ていた。西成区役所では今後とも毎年調査を行うほか、住民登録が抹消された人も居住実態が確認できれば改めて登録を行うとしている。

#### 経緯
- 2006年12月6日
失踪中の福岡県警の元警察官がインターネットを通じて入手した西成区の無職男性名義の住民票などを示し、男性になりすまして転居届を京都市に提出していたことが発覚。逮捕された男の前住所を調べる中で釜ヶ崎解放会館の住所に約3,300人もの住民登録がなされていることが判明した。
- 2006年12月20日
釜ヶ崎支援機構に129人、ふるさとの家に27人が架空登録していたことが新たに判明。27日、両者は市に対し、慎重な対処を求める要望書を提出した。
- 2007年1月23日
市は居住実態のない住民登録を職権で削除することを正式に決め24日、釜ヶ崎解放会館に立ち入り調査しようとしたが労働者らの抗議で阻止された。
- 2007年2月15日
労働者と支援者ら約40人が4月の統一地方選挙での選挙権がなくなるなどとして住民登録の削除に反対する約600人分の署名を提出しようと市役所を訪れたが、1階市民ロビーで市長室へ行くのを阻もうとする市側の警備職員との間でもみあいになり一時騒然となった。同日、釜ヶ崎合同労働組合などが総務省（住民基本台帳の担当官庁）と厚生労働省（日雇い雇用保険手帳（白手帳）や生活保護の担当官庁）に出向き、本件について質問。総務省は「住民登録を削除するかどうかは市町村が決めること。大阪市の住民登録抹消の件は、報道を通じて初めて知った。大阪市からは何の相談も受けてない」と回答。一方、厚生労働省は「住民登録抹消について大阪労働局（国の機関）と大阪市が何回か会合を持った」と回答した。
- 2007年2月23日
市は住民登録が継続している2,648人に対し、住民登録を抹消することを通知する「住民票消除予告書」を発送。これに対し26日、労働者や支援者らは抗議のデモ行進を行い、大阪市役所前での抗議の座り込みを夕方まで続けた。
- 2007年3月9日
市と労働者側との協議が行われた。この中で、当月中の登録抹消方針を繰り返す市側に対し労働者側は「従来認めていた登録や選挙権を無くすな」などと反発、話し合いは平行線に終わった。16日、市長關淳一は定例記者会見で住民登録削除については24日以降に対応を決めることを明らかにした。
- 2007年3月23日
市が設定した3週間の登録抹消延期期間が終了。この間に正規の住所地に住民票を異動させたのは約200人だけで、なお約2,200人が施設に住民登録していることが判明した。
- 2007年3月26日
市選挙管理委員会は、市長關あてに早急に住民登録の適正化を図るよう求める依頼書を提出した。同日、市が住民登録を抹消するのは違法だとして労働者の男性が抹消の差し止めを大阪地裁に提訴（判決が確定するまで抹消を差し止める仮処分も併せて提訴）。
- 2007年3月29日
市は、住民基本台帳法に基づき登録の抹消手続きを行った。この結果、2,088人が選挙権などの公民権を剥奪された。一方、4月8日の大阪市議・大阪府議選挙で投票所を訪れた44人のうち9人の投票が認められた（投票所の特設ブースで選挙区内での居住実態が確認され住民登録を回復したため。残る35人については「路上や公園に住んでおり確認できない」などとして投票できなかった）。
- 2007年4月23日
市は区役所で窓口業務を担当した職員が居住実態がないことを知りながら登録を認めたケースが多かったとして、現職を含む歴代の区長4人を懲戒（戒告）処分とした。
- 2007年5月21日
居住実態がないとして住民登録を抹消され、4月の大阪市議選で投票できなかった日雇い労働者の男性が経済的事情で一定の住居に住めないことを理由に選挙権を侵害したのは憲法違反として市と大阪府、国の三者に慰謝料5,000円の支払いを求める国家賠償請求訴訟を大阪地裁に提訴。
- 2007年7月25日
市選挙管理委員会は、29日の参議院選挙での投票は可能とする見解を示した。
- 2007年7月26日
居住実態がないと判断された日雇い労働者ら計2,016人の住民登録が抹消された釜ヶ崎解放会館に、参議院選挙の選挙はがき120通が届いていたことが分かった。西成区が3月に削除した際、住所欄に釜ヶ崎解放会館の名前を書かず、地番のみしかなかった住民票を除外したのが原因とみられる。市は調査の結果9月14日、120人分の登録を居住実態がないとして抹消したと発表。住所に建物名が入っていなかったため、「全員の居住実態を確認する時間がない」として放置していたという。
- 2007年10月30日
市は同地区内で新たに777人の登録を抹消したと発表。
- 2007年11月18日
市長選挙の西成区投票所に、住民登録を抹消された日雇い労働者や支援者ら十数人が詰め掛け「投票させろ」「住民票はなくても投票権はあるはずだ」と抗議した。

## 暴動

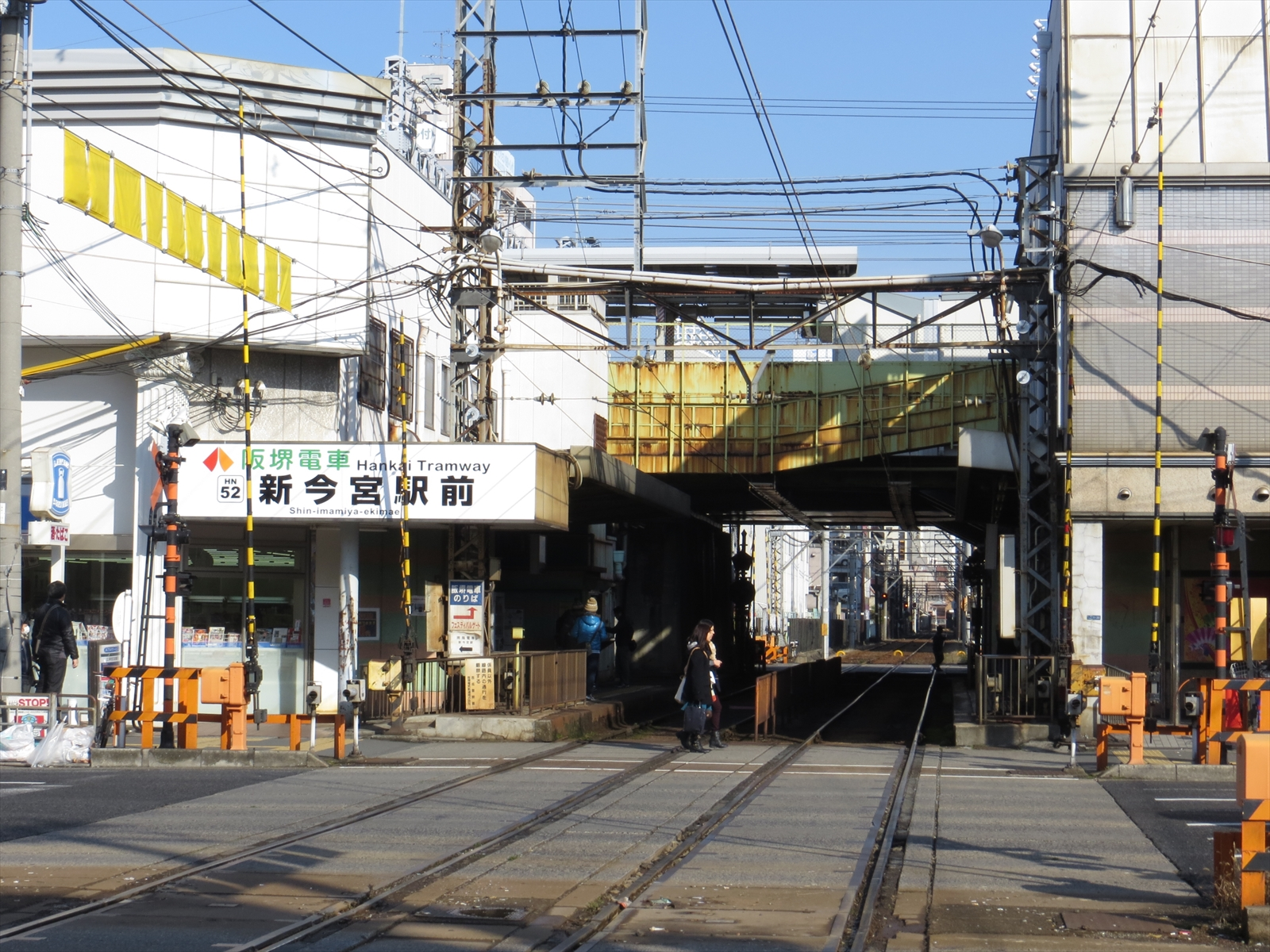
南霞町停留場（2014年12月1日に新今宮駅前停留場に改称）

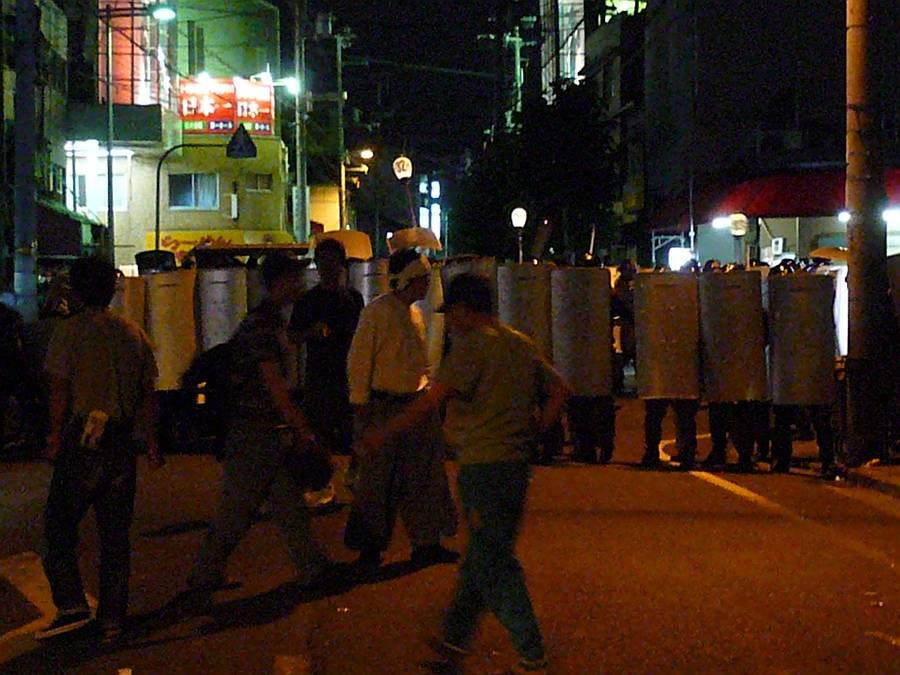
機動隊と対峙する日雇労働者

あいりん地区では、大阪市が2012年に始めた西成特区構想以前はたびたび暴動が発生していた。
- 第1次暴動
1961年8月1日に釜ヶ崎の日雇労働者の老人が交通事故に遭った際、通報で現場に駆けつけた西成署員が即死と断定[5]、派出所前の歩道に遺体を放置したまま20分も現場検証を続けたのちに近くの病院へ収容したことに対し、周りの労働者が抗議し暴動に発展、負傷者を多く出した事件。
労働者は西成警察署を包囲し、パトカーや付近に駐車していた車を横倒しにしたりアパートに放火したりするなどと現場は騒然となった。これに対し大阪府警は警官隊を6,000人に増員し応戦。暴徒を警棒と警備車によって鎮圧した際、負傷者を出す事態となった。2,000人に上る労働者らの暴動は2日間続き、28人を逮捕したほか、労働者数十人、警察官約100人が負傷した。
この事件は当時の国会や大阪府議会、大阪市議会でも取り上げられ、それに基づき医療費を自治体が負担するなど対策が実施されたが、その後も暴動は幾度となく続いた。そのため、地域のイメージ向上のため1966年5月、大阪市・大阪府・大阪府警による「三者連絡協議会」において釜ヶ崎地区の名称を「あいりん地区」とすることが決められ、以後、国や自治体などの行政機関と報道機関では同名称が用いられている。ただし近年、市や府の行政用語としては「地区」という語句を用いず、「あいりん」または「あいりん地域」として表記されていることが多い。
またこのとき、今池停留場を出発した恵美須町停留場行き阪堺線電車は、暴徒化した群衆の投げる石つぶてによりガラスを割られるなどの被害（ただし、乗客乗員は無事）を受けたため、のちに今池停留場から恵美須町停留場までの軌道敷にアスファルトをかぶせるようになった[6]。
南霞町停留場（2014年12月1日に新今宮駅前停留場に改称）
- 第22次暴動
1973年の第21次暴動より約17年間の空白期があったが（その時期はオイルショック後の景気低迷期とも重なる）、バブル期真っただ中の1990年10月2日からおよそ5日間、大規模な暴動が発生した。
暴動の発端は西成警察署刑事課の刑事が暴力団から賄賂を受けていたことが発覚し逮捕されたという報道による。事件そのものは労働者と直接の関連はないが、労働者が西成署員に対して普段から快く思っていなかった事や自分達の日当を暴力団にピンハネされ、その暴力団から賄賂を受け取っていたことから、日頃の不満や怒りが爆発したもの。事件報道を受けて西成警察署前に集まり始め謝罪と説明を要求ののち、警察とにらみ合いの末に暴動に発展した。これを契機として、あいりん地区の各地に暴動が飛び火する事態となる。
さらには報道で暴動騒ぎを知った区内外の若者達（主として暴走族）も便乗して参加、火炎瓶の使用や投石、店舗からの略奪などを行って暴動をエスカレートさせたが、これはそれまでの西成暴動には見られない出来事であった。西成署は機動隊を配備（のち、各署にも応援を要請）し、放水車を使って暴動に対処。逮捕者は数十名に上った。暴動自体は発生から6日後に自然に鎮静化したものの、阪堺線南霞町(現・新今宮駅前)停留場が放火されて全焼（後に仮設停留場で営業を再開するが、元の位置には戻ることはなかった）した他、近隣店舗が破壊されるなど傷跡は深く残った。
- 暴動空白期
1992年10月の第23次暴動以降、16年間は大規模な暴動が発生しなかった。この期間はバブル崩壊後の景気低迷期とほぼ一致する。
ただし暴動ではないが、2004年12月3日夕方、あいりん地区にある「釜ヶ崎地域合同労働組合」が西成警察署前で「警官が労働者に暴行を加えた」として抗議した際に同署前に約250人の労働者が詰め掛け、100人以上の警察官らが付近の警戒に当たるなど騒然となったことがある。
機動隊と対峙する日雇労働者
- 第24次暴動
2008年6月13日に約200人、14日と15日には約300人の小規模暴動が西成警察署前にて発生し、続く16日、17日まで5夜連続で起きている[7]。大阪府警は、18人を逮捕、18人の警察官が負傷したと公表している。暴動の原因は、飲食店にて店員とトラブルになった労働者が大阪府警西成警察署に連行され、事情聴取された事件である。
労働者（失業中）の主張によれば、飲食店にお好み焼きの取り置きを頼んで700円を先払いしたが、店員は「わかった、わかった」とつっけんどんな態度を取った。そこでお好み焼きを取りに行った時に苦情を言ったが、「営業妨害だ」と通報され、そのまま連行されてしまった（なお700円は返されたという）。事情聴取の際に署員に殴る蹴るの暴行を受け、首を絞められ、顔にスプレー噴射され、二度と飲食店に立ち入らないと約束しなければ生活保護を取り消すと脅されたと主張。釜ヶ崎地域合同労働組合が「労働者が警官に暴行を受けた」とするビラを配布、謝罪を求める抗議行動の呼びかけに呼応して労働者が集まったとされている。大阪府警は、事情聴取の際に暴力などはなかったとして「事実無根」と反論している。
投石などに対し警察は機動隊の放水などで対処した[8][9][10][11]。

## 年中行事

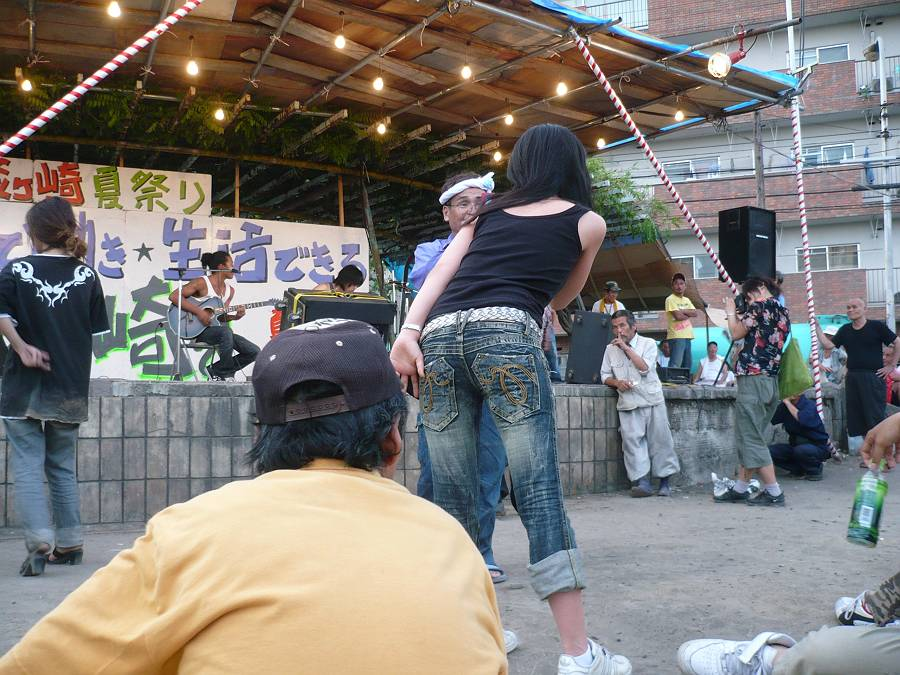
夏祭り

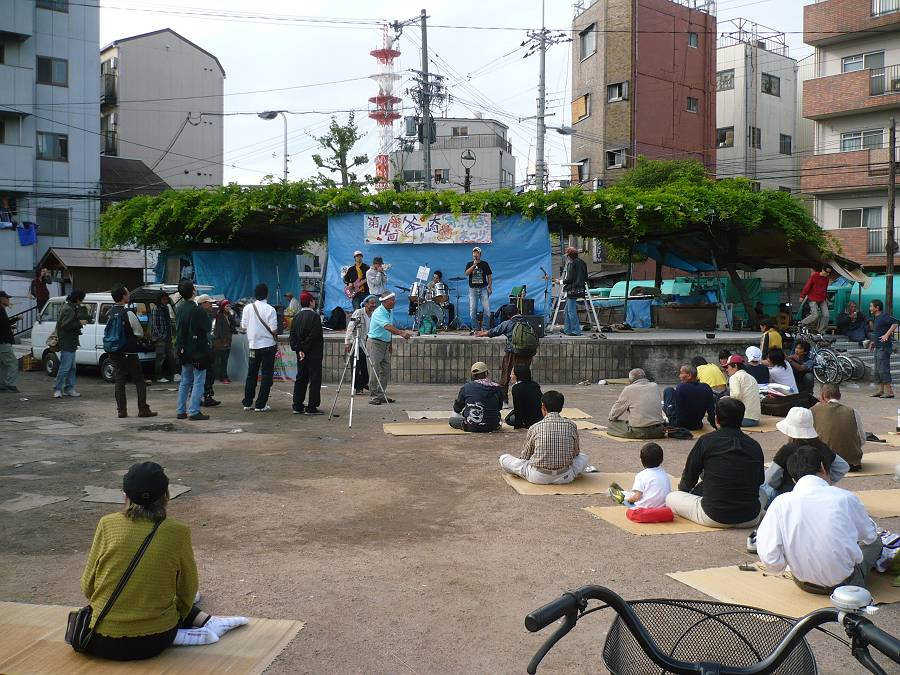
「寄ってき」まつり

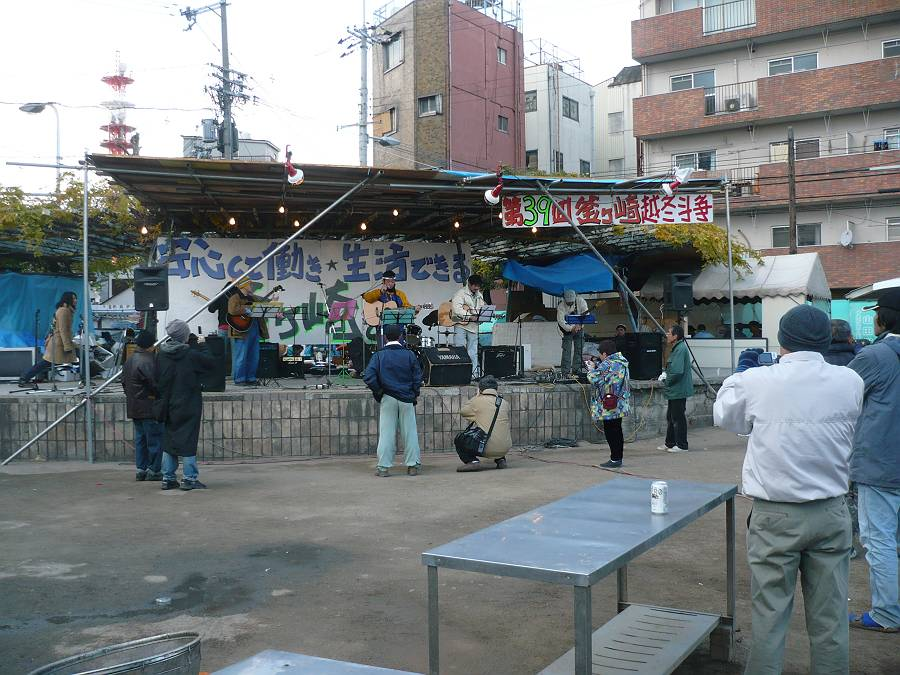
越冬祭り

1970年以降、釜ヶ崎のホームレスやその支援者達が越冬闘争と呼ばれる取り組みを行うようになり、1971年に行政への要求活動として萩之茶屋南公園（三角公園）において決起集会が開かれたが、越年対策実行委員会が決起集会の余興で始めた相撲大会が決起集会そのものよりも盛り上がり、その後の決起集会でも余興は恒例となりさらなる盛り上がりを見せた。さらに夏祭りも行うようになり、地場の暴力団組織の介入（テキ屋は暴力団の資金源である）も共闘して廃し、その後越年対策実行委員会がさまざまな変遷を経ても、ホームレスや日雇い労働者、日雇い労働者の支援組織、労働運動団体による地域恒例のイベントとして続いている。
- 釜ヶ崎メーデー前夜祭 （4月30日）
- 釜ヶ崎メーデー （5月1日）
- 釜ヶ崎夏祭り前夜祭 （8月12日）
- 釜ヶ崎夏祭り （8月13〜15日、萩之茶屋南公園）
1972年に第1回目が開催され、プロの歌手のライブステージ、スイカ割り大会、盆踊りなどが催される。また、亡くなった日雇労働者らを慰霊する祭壇も用意され、追悼も行われている[13]。
  - たそがれコンサート
  - げんきまつり
  - 演芸会の夕べ
  - スイカ割り、つなひき、相撲大会、盆踊り

- 釜ヶ崎SONIC

10月第一週前後の土日の2日間。2012年10月に第一回を開催した『釜ヶ崎「寄ってき」まつり』の有志が運営している音楽イベント。
- 釜ヶ崎越冬闘争（12月30日〜1月3日萩之茶屋南公園）
1970年の年末より毎年行われている[要出典]。各種団体のアピール、プロの歌手やバンドのステージ、餅つき大会などが催される[14]。
  - のど自慢、卓球大会、餅つき、ソフトボール大会

## その他

### 簡易宿所
地区および周辺には、簡易宿所（ドヤ）と呼ばれる労働者向けの宿泊施設が多く立地している（ドヤ街）。
最近はインターネットの普及によって知られたこともあり、周辺の簡易宿所やビジネスホテルがその割安感（1泊800円位）から外国人などの若い旅行者（バックパッカー）に人気がある。これは、徒歩圏内にある新今宮駅（JR・南海）と動物園前駅（Osaka Metro御堂筋線・堺筋線）などから大阪や関西の各地（天王寺、難波、心斎橋、梅田、ユニバーサル・スタジオ・ジャパン、神戸、京都、奈良、関西国際空港、和歌山など）への鉄道アクセスが充実していることや、同じく徒歩圏内にある日本橋電気街（でんでんタウン）の存在が背景にある。また、日雇い労働者の減少に悩む宿泊施設側も、居住性向上など設備の改修を行うほか、英語のポスター、ホームページなどで広告し、外国人旅行者の誘致を図っている。
ただし、一般向けではなく従来の顧客（日雇い労働者）を対象とした純然たる"ドヤ"として機能している施設も、萩ノ茶屋駅や今池停留場の周辺など南側の地区を中心にまだまだ多い。この中には、路上生活者が生活保護の受給に必要な住所を得るため、アパート（福祉アパート）に衣替えするケースが増えている。

### 釜ヶ崎用語
- あいりん - 「釜ヶ崎」とおおむね同一地域を指す。なお、行政が作った用語であるため、労働者や地元の人はこの語を使わない。
- あおかん - （青空簡易宿泊所）- 野宿。
- あぶれ - その日の仕事が得られないこと。失業。
- あんこ - 日雇い労働者のこと。木場太。語源は普段は眠っているが目の前に美味しいエサが現れるとパクッと食らいつく魚のアンコウに由来すると言われている（労働者は普段ゴロゴロしているが仕事があるとパクッと行くことから）。
- いんし - 日雇労働被保険者手帳に貼る雇用保険相当の印紙。印紙代は、1級176円・2級146円・3級96円。
- かま - 釜ヶ崎の略で、「釜」と表記することもある。「われわれ釜の労働者は - 」などと言う。
- かまきょう - 暴力手配師追放釜ヶ崎共闘会議。解散した。
- けいやく - 10日とか20日というように一定の期間を区切って飯場に入り働くこと。
- かまやん - ありむら潜（漫画家）の描く釜ヶ崎日雇い労働者のイメージキャラクター「カマやん」のこと。
- けたおち - ひどい。（日当が）安い。
- げんきん - 現金日払いの仕事。
- しけはり - ヤクザの賭場の見張り役。手入れ（捜査）の警察官など「ヤバい人間」が歩いてくると「しけーしけー」と仲間に注意をうながす。なお、安全ならば「てんてん」である。
- しのぎ - 他人の収入の強奪。
- しのぎや - 路上強盗。
- しょしき - 発生した賃金の範囲で、意思表示をして長靴や軍手など作業道具およびビールなど酒類を掛けで買うこと。
- せんたー - あいりん労働福祉センターのこと。あいりん労働公共職業安定所を指すこともある。
- そーめんだい - 夏季一時金のこと。あいりん労働公共職業安定所では、日雇労働被保険者手帳を持つ人のうち一定資格の人に支給していたが、2004年度をもって廃止された。
- てちょう - 日雇労働被保険者手帳（日雇雇用保険の手帳）のこと。
- てはいし - 手配師。事業所に労働者の世話をして紹介料（手配料）をとる者。
- どや - 宿（やど）の逆読み。簡易宿所、簡易旅館とも。
- とんこ - 工事現場や飯場などから逃げること。無断退職。
- にしなり - 「あいりん地区」や「釜ヶ崎」を指す。現地の労働者が使う。
- にんてい - 日雇労働雇用保険で給付される給付金。
- もちだい - 冬季一時金のこと。あいりん公共職業安定所では、日雇労働被保険者手帳を持つ人のうち一定資格の人に支給していたが、2004年度をもって廃止された。
- 450（汚れ） - 西成警察署による日雇い労働者を指す蔑称。

### 指名手配犯の潜伏
2009年11月、公的懸賞金制度の適用で1千万円の報奨金が掛けられたリンゼイ・アン・ホーカー殺害事件の犯人・市橋達也受刑者が逮捕された際、市橋受刑者が潜伏先としてあいりん地区を選び、更には仕事先もあいりん地区で探していたことが逮捕後の取材で明らかとなり、大きく報じられた。

### 街頭テレビ
1969年に萩之茶屋南公園（三角公園）に街頭テレビが設置された。野球や相撲観戦などで地元住民から重宝されることとなり、以後、5回機種更新されながらも使用されてきた。2018年3月に器物損壊が原因と思われる故障が発生したが、1年後地元企業が復活させた。

## 関連作品
- がめつい奴（映画） - 1960年公開。
- 当りや大将（映画）
- 悪い奴（テレビドラマ） - 内田栄一作・和田勉演出。NHK教育テレビ『創作劇場』枠にて1961年9月9日放送。釜ヶ崎住民の男が国会議事堂に入って爆死する話。1960年に放送中止され、改めて制作・放送された。
- 釜ヶ崎（テレビドラマ） - 茂木草介作。朝日放送（ABC）の制作により、TBS系列『ナショナル日曜観劇会』枠にて1961年11月5日放送。第16回文部省芸術祭賞（現在の大賞）受賞作品。第1次暴動をモチーフに、日雇い労働者の姿を描く。
- 背徳のメス（小説） - 黒岩重吾 著。1961年の直木賞受賞作品。
- ㊙色情めす市場 - 田中登監督。芹明香主演による日活ロマンポルノ作品の一つ。釜ヶ崎の地で逞しく生きる娼婦の姿を描く。1974年公開
- 『カマやん』シリーズ（漫画） - ありむら潜著。青年誌や新聞にて当地区を舞台に日雇い労働者の姿を描いた作品を連載。
- カマ・ティダ-大阪西成（写文集） - 砂守勝巳著、IPC発行。釜ヶ崎を主題としている。
- 未来世紀ニシナリ（映画） - 田中幸夫監督。釜ヶ崎を中心とした野宿者の自立支援など、西成の都市問題や街づくりを追う長編ドキュメンタリー映画（山本ケイ 著）
- この女（小説） - 森絵都 著。
- 釜ヶ崎人情（歌謡曲） - 作詞：もず唱平、作曲：三山敏、歌：三音英次。1967年発表。60万枚を売り上げるヒットとなった[20]。
- 野獣刑事（映画） - 1982年公開。
- ミナミの帝王（漫画）- Vシネ版#47は飛田遊廓（飛田新地）が舞台。